# محافظة بولغان
محافظة بولغان (بالإنجليزية: Bulgan Province)‏ هي محافظة في منغوليا، تتبع منغوليا، بلغ عدد سكانها 53٬655 نسمة، في 2011، عاصمتها بولجان، تبلغ مساحتها 48٬733 كيلومتر مربع.

## الموقع
تشترك في الحدود مع:
- بورياتيا
- محافظة أرخانغاي
- محافظة أوفوخاناجي
- محافظة خوفسغول
- محافظة أورخون
- محافظة توف
- محافظة سيلنج.

## التقسيمات الإدارية
- Bayan-Agt [الإنجليزية]‏
- Bayannuur, Bulgan [الإنجليزية]‏
- Bugat, Bulgan [الإنجليزية]‏
- بولجان
- Büregkhangai [الإنجليزية]‏
- Dashinchilen [الإنجليزية]‏
- Gurvanbulag, Bulgan [الإنجليزية]‏
- Khangal [الإنجليزية]‏
- Khishig-Öndör [الإنجليزية]‏
- Khutag-Öndör [الإنجليزية]‏
- Mogod [الإنجليزية]‏
- Orkhon, Bulgan [الإنجليزية]‏
- Rashaant, Bulgan [الإنجليزية]‏
- Saikhan, Bulgan [الإنجليزية]‏
- Selenge, Bulgan [الإنجليزية]‏
- Teshig [الإنجليزية]‏.